# Curio
Curio je obec ve švýcarském kantonu Ticino, okresu Lugano. Žije zde 559 obyvatel.

## Geografie
Obec se nachází v centrální části oblasti Malcantone asi 3 km západně od Agna na jihozápadě kantonu Ticino. Obec leží v nadmořské výšce 556 metrů na jižním svahu 746 metrů vysokého vrchu Sciaroni (známého také jako Gheggio) nad údolím Magliasina na potoce Riale di Molge. Ten pod obcí vytváří malou soutěsku a poté se vlévá do řeky Magliasina, která lemuje celou východní a severovýchodní hranici obce. Na jihozápadě se zvedá zalesněný kopec I Mundínn (Monte Mondini) s nadmořskou výškou 813 m, na jehož západním svahu se rozkládá území o rozloze asi 0,1 km², které je se zbytkem obce spojeno pouze úzkým koridorem. Severozápadně od Curia, v nadmořské výšce 588 m pod horou Monte Lema na jihovýchodním svahu Motto Croce, se nachází exkláva Bombinasco.
Sousedními obcemi jsou Novaggio a Aranno na severu, Bioggio, Neggio a Vernate na východě, Pura na jihu a Novaggio, Bedigliora, Astano a Tresa na západě.

## Historie

Letecký pohled (1964)

První písemná zmínka o obci pochází z roku 1196 jako Coira, později (1298) se objevuje jako Cuyri. V roce 1352 je zmiňován kostel zasvěcený svatému Petrovi. Bombinasco, vesnice mezi Astanem, Bedigliorou a Sessou, byla předmětem dlouhého sporu mezi obcemi Curio a Bedigliora; v roce 1850 se nakonec stala součástí obce Curio. Současný vesnický kostel pochází z roku 1609.
Dne 4. listopadu 2014 došlo v obci Curio k vážnému sesuvu půdy v Malcantone, při kterém zemřeli dva lidé, následně byla uzavřena silnice do Bombinasca (místní část obce Curio) mezi Astanem a Banco.
Dne 26. listopadu 2023 byl v konzultativním referendu přijat návrh na sloučení se sousedními obcemi Astano, Bedigliora, Miglieglia a Novaggio do nové obce Lema, čímž byla oživena myšlenka, která byla před 20 lety zamítnuta.

## Obyvatelstvo

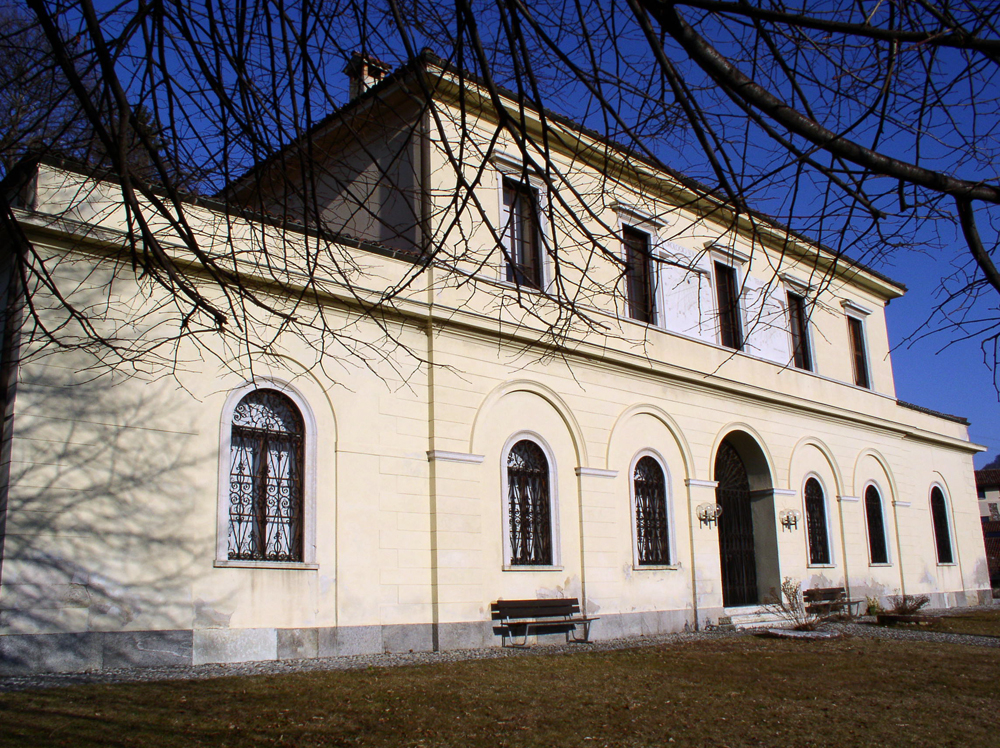
Oblastní muzeum Malcantone v Curiu

| Rok            | 1801 | 1900 | 1910 | 1950 | 1970 | 1980 | 1990 | 2000 | 2005 | 2010 | 2020 |
| Počet obyvatel | 245  | 340  | 275  | 286  | 288  | 419  | 535  | 553  | 548  | 517  | 578  |

## Doprava
Obce se nachází mimo hlavní dopravní tahy, na regionálních silnicích, spojujících Curio s Novaggiem, Purou, Crogliem a dalšími okolními obcemi. Nejbližší železniční stanice se nachází v Caslanu na trati Lugano – Ponte Tresa.